# Audiovisuele kunsten
Het begrip audiovisuele kunsten houdt in dat de kinetische, abstracte kunst en muziek samenkomen. Het overkoepelt dus visuele muziek, abstracte film, audiovisuele performances en installaties. Men kan stellen dat audiovisuele kunst, kunst is waarbij men zowel kijkt als luistert naar het object.
Audiovisuele kunsten worden wel aangeboden als studierichting op een hogeschool.